# Социјалдемократска унија (Србија)
Социјалдемократска унија (скраћено СДУ) је бивша политичка странка у Србији социјал-демократског опредељења. Настала је 26. фебруара 1996. године издвајањем из Грађанског савеза Србије после одлуке те странке да ступи у коалицију Заједно. Лидер и први председник СДУ-а био је Жарко Кораћ. Милош Адамовић је изабран на то место у јуну 2014. године. На 9. конгресу, у октобру 2016, за председника је изабран Иван Златић.

## Историјат
Током 1990-их, политика СДУ-а је била базирана на борби против доминантног национализма у Савезној Републици Југославији и Републици Србији, инсистирању на успостављању пријатељских односа са осталим земљама разбијене СФРЈ, на суочавању са злочинима почињеним током ратова на простору разбијене СФРЈ, проналажењу решења за проблем статуса Аутономне Покрајине Косова и Метохије у сарадњи са изабраним представницима Албанаца са Косова и Метохије, а касније, током 1998. и 1999. године, на спречавању ескалације сукоба на Косову и Метохији и организацији снажне антиратне кампање у Савезној Републици Југославији и Републици Србији.
Крајем 1999. и 2000. године СДУ је активно учествовала у формирању ДОС-а и освојила четири посланичка места у Петом сазиву Народне скупштине Републике Србије. Председник СДУ Жарко Кораћ постаје потпредседник владе Зорана Ђинђића и један од његових најближих сарадника. У марту 2001. године, после почетка кампање омладинске организације СДУ за промовисање права ЛГБТ популације, група екстремних десничара је демолирала просторије СДУ и претукла петоро који су у том тренутку били у просторијама.
У априлу 2002. године СДУ се уједињује са Социјалдемократијом у Социјалдемократску партију (СДП). Међутим, после низа политичких и организационих неслагања, СДУ у фебруару 2003. године раскида уговор са СДП и поново почиње да самостално делује.
На парламентарним изборима 2007, СДУ је у коалицији са ЛДП-ом, ГСС-ом и ЛСВ-ом освојила једно посланичко место у Народној скупштини Србије.
На парламентарним изборима 2008. године, СДУ учествује на изборима на изборној листи Либерално-демократска партија — Чедомир Јовановић. На парламентарним изборима 2012. године учествује на изборној листи Чедомир Јовановић — Преокрет, а на ванредним парламентарним изборима 2014. године учествује на изборној листи Чедомир Јовановић — ЛДП, БДЗС, СДУ.

## Пут до трансформације у ПРЛ
Након одласка са места председника СДУ-а Жарка Кораћа, ова политичка странка знатно мења идеолошки смер и јача своје марксистичке ставове у јавном наступу. Такође, мења и свој програм и статут који дефинише СДУ као модерну странку радника.
СДУ је политичка странка на политичкој сцени Србије која се од оснивања доследно борила за једнакост свих грађана, без обзира на полну, расну, класну, националну или верску припадност, сексуалну оријентацију, политичко или било које друго опредељење. Социјалдемократска унија и Социјалдемократска омладина, као антифашистичке политичке организације, редовно полажу цвеће палим партизанским борцима и антифашистима у Другом светском рату, као и некадашњем комунистичком председнику Југославије Јосипу Броз Титу у Кући цвећа. СДУ је неговала добре односе и сарадњу са Социјалдемократским странкама са простора некадашње СФР Југославије, Европе и света.
7. септембра 2020. године, донета је одлука о трансформацији организације у Партију радикалне левице, чиме је оригинални СДУ престао да постоји.

## Предсједници
| Име и презиме  | Мандат                |
| -------------- | --------------------- |
| Жарко Кораћ    | 1996—2002; 2003—2014. |
| Милош Адамовић | 2014—2016.            |
| Иван Златић    | 2016—2020.            |